# Nazareno
Nazareno is een gemeente in de Braziliaanse deelstaat Minas Gerais. De gemeente telt 8.096 inwoners (schatting 2009).

## Aangrenzende gemeenten
De gemeente grenst aan Bom Sucesso, Carrancas, Conceição da Barra de Minas, Ibituruna, Itutinga, São João del-Rei en São Tiago.